# 基耶蒂主教座堂
基耶蒂圣儒思定主教座堂（Cattedrale di San Giustino）是天主教基耶蒂-瓦斯托总教区的主教座堂，位于意大利阿布鲁佐大区基耶蒂。
该堂于1069年11月5日祝圣，罗曼式建筑。18世纪地震后内部改建为巴洛克式。

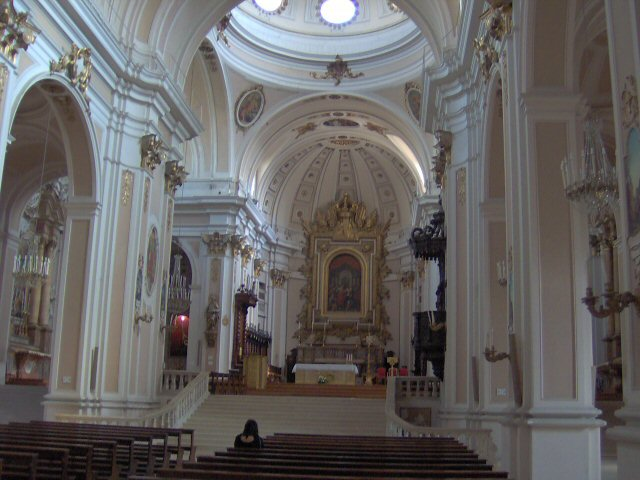
内部